# Cebit

Logo CeBIT (do 2017 r.)

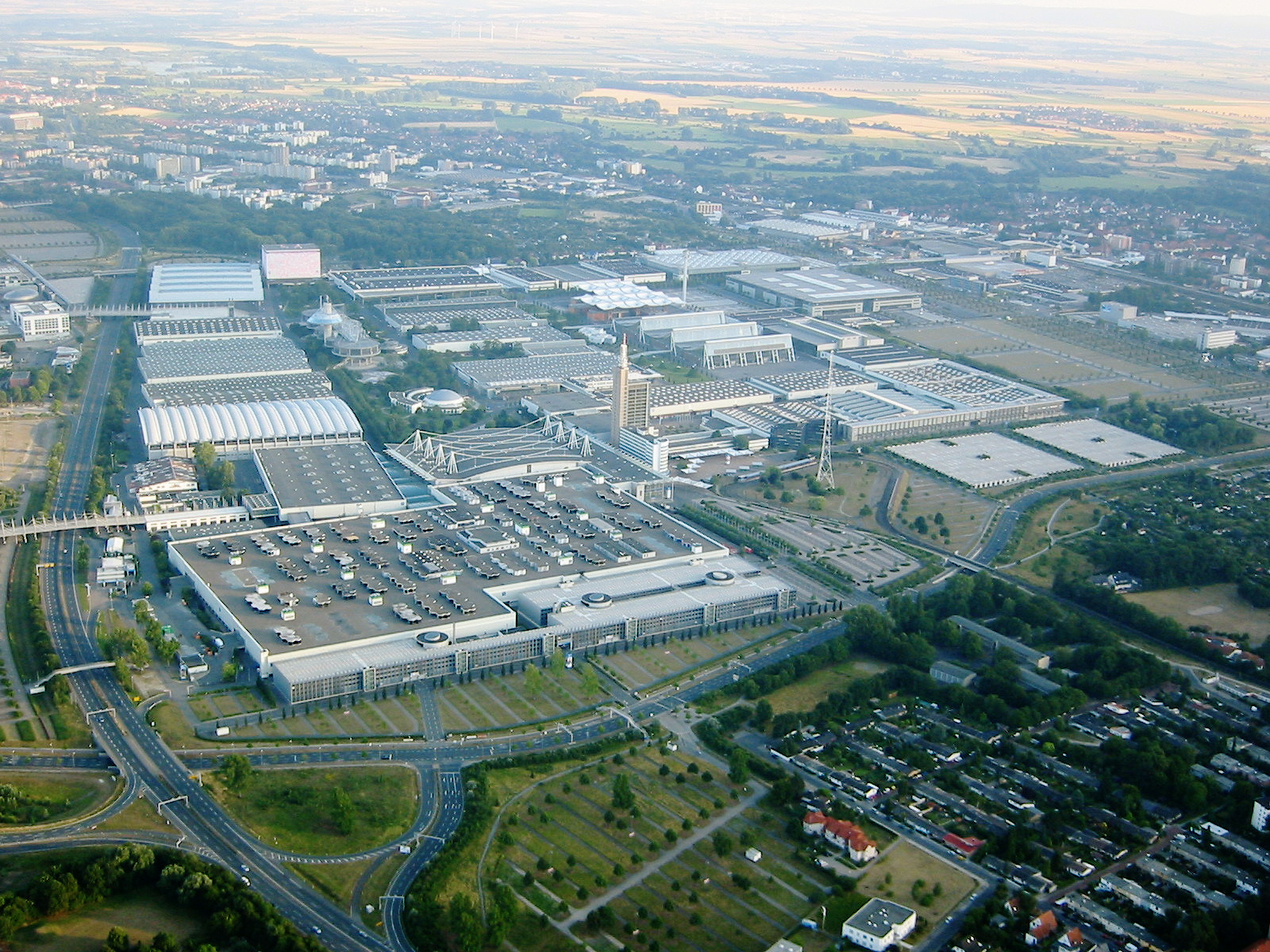
Teren targowy z widokiem na halę nr 1 CeBIT-u

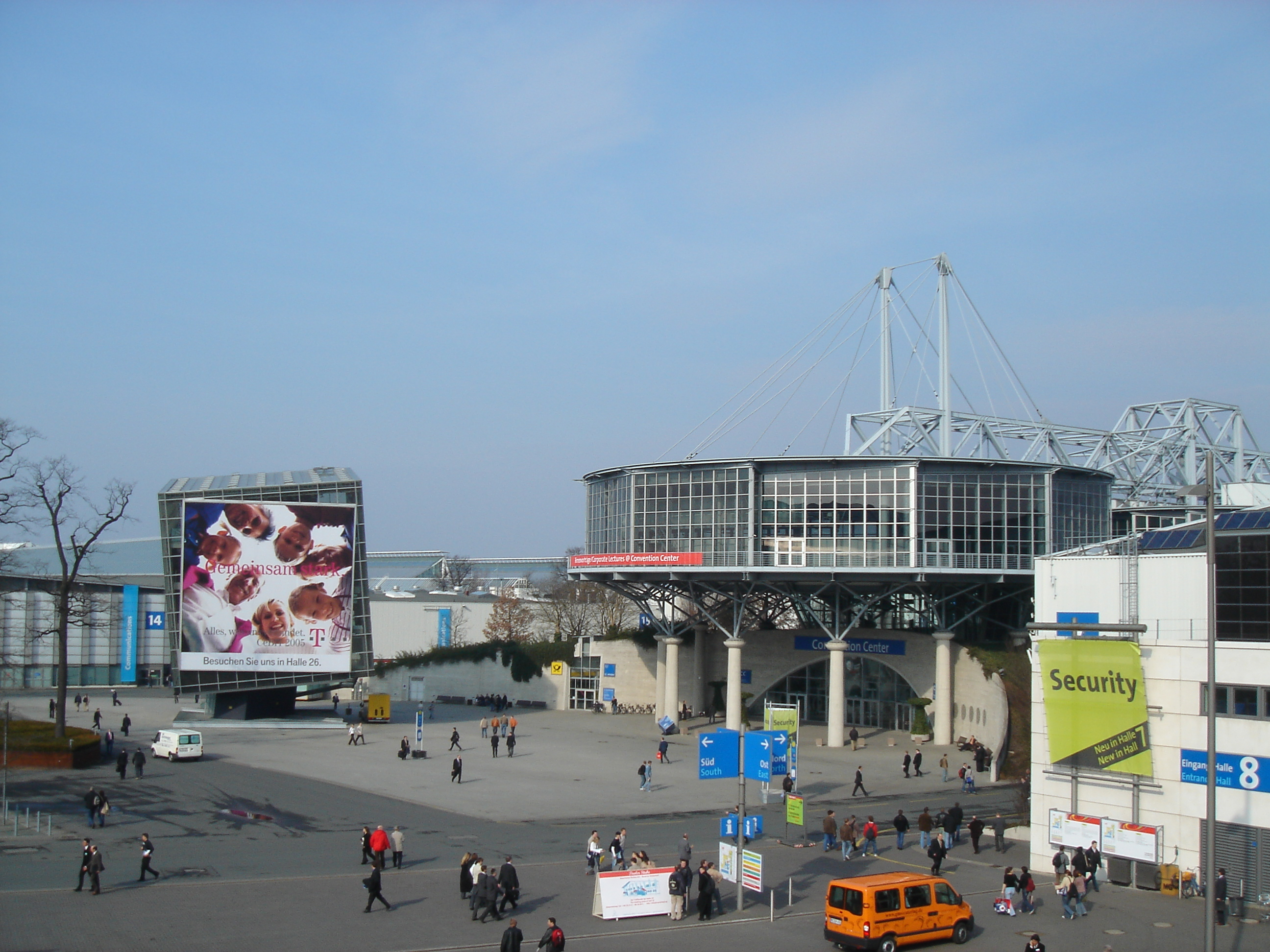
Plac na terenie targów w czasie CeBIT-u

Cebit (do 2017 CeBIT – akronim od niem. Centrum der Büro-und InformationsTechnik) – targi, początkowo technik biurowych, komputerowe, a potem teleinformatyczne, organizowane corocznie w marcu od 1986 do 2018 na terenach Targów Hanowerskich przez Deutsche Messe AG.
CeBIT’2001, o powierzchni wystawienniczej 450 tys. m² z 8500 wystawcami i z 870 tys. zwiedzających, był największymi targami teleinformatycznymi na świecie. Zamknięcie targów w 2018 było spowodowane zmniejszającą się liczbą wystawców (tylko 2800) oraz zwiedzających (tylko 200 tys.).
Polskie firmy w miarę swoich możliwości były obecne na targach CeBIT w latach 1987–2018 w liczbie około 900 wystawców.

## Historia

### 1950–1985
Targi Hanowerskie od 1950 wydzieliły obszar wystawy technik biurowych. W 1970 oddano nową halę nr 1 o nazwie CeBIT, w której swoje stałe stoiska miały duże firmy komputerowe. W 1985 zdecydowano o wydzieleniu tematyki CeBIT w osobne targi odbywające się w marcu, miesiąc wcześniej przed przemysłowymi Targami Hanowerskimi.

### 1986–1994
CeBIT’1986 odnotował ponad 300 tys. zwiedzających oraz ok. 1400 wystawców. W 1987 nastąpiło zwiększenie powierzchni do ok. 300 tys. m², co nie wystarczyło na przyjęcie wszystkich chętnych ponad 2200 wystawców. Z Polski była Centrala Handlu Zagranicznego Metronex.
W 1990 r. było już 530 tys. zwiedzających, ponad 4500 wystawców, w tym ponad 2700 firm niemieckich. W 1991 był kolejny wzrost, dopasowujący się do nowej sytuacji gospodarczej zjednoczonych Niemiec. W 1992 krajem partnerskim targów zostały USA. Pojawili się zwiedzający z Polski.
W 1993 r. partnerem był region Europy Środkowo-Wschodniej, w imieniu którego w oficjalnym otwarciu Targów brała udział premier Hanna Suchocka wspólnie z kanclerzem Helmutem Kohlem. Z Polski było ok. 30 firm. W 1994 było już 5850 wystawców, ponad 675 tys. zwiedzających. Z Polski było 15 firm, a dwie z nich zdobyły finałowe miejsca w konkursie Software for Europe.

### 1995–2001

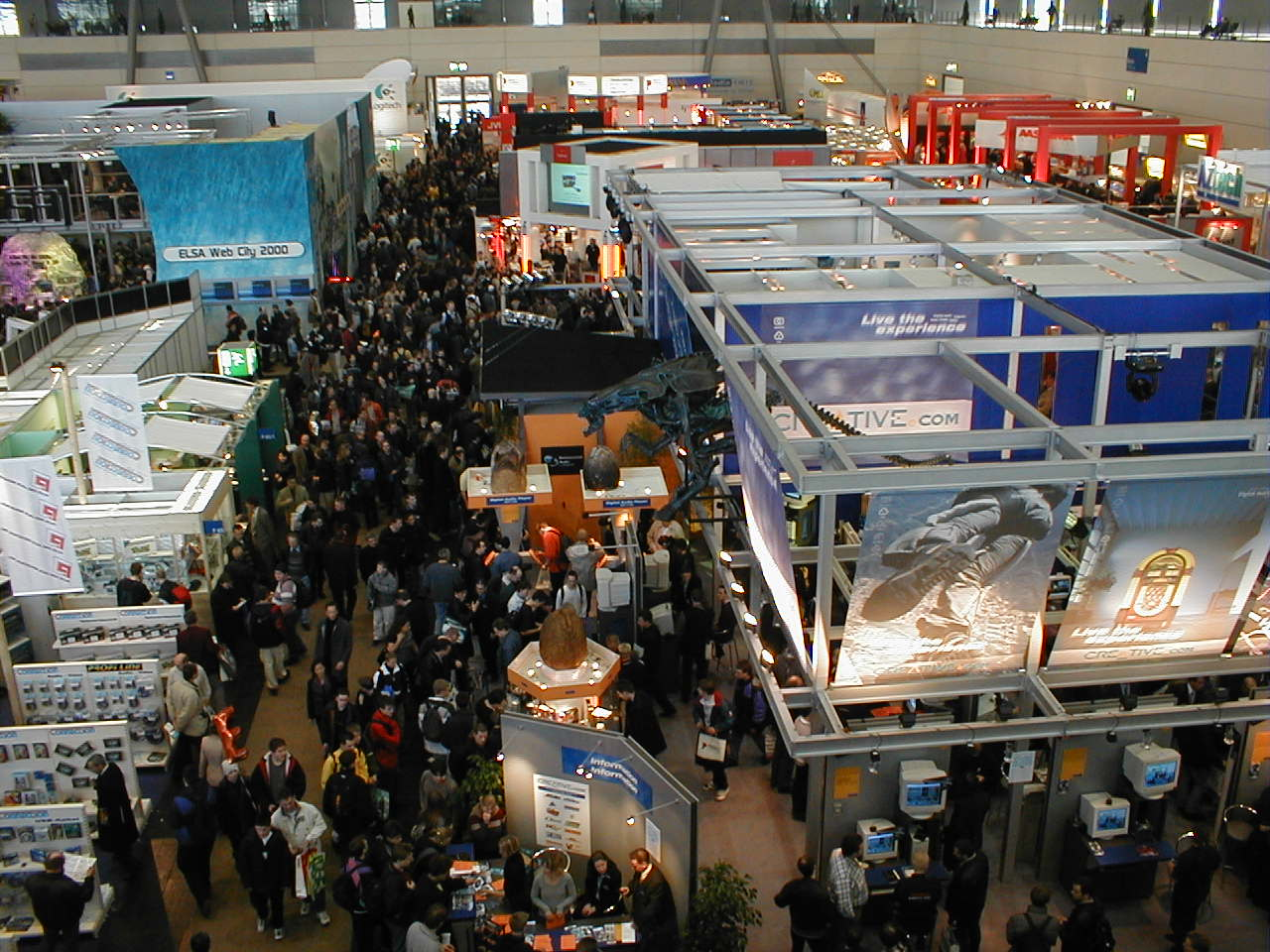
Wnętrze hali wystawowej podczas targów CeBIT’ 2000

CeBIT’1995 odwiedziła rekordowa liczba zwiedzających 750 tys. osób. Partnerem była Australia, a gościem specjalnym Bill Gates z prezentacją Windows 95. Polska Izba Informatyki i Telekomunikacji (PIIT) zorganizowała polskie stoisko dla 20 firm, z dofinansowaniem z Ministerstwa Gospodarki. Polska firma Ascomp na targach dokonała zgłoszenia patentowego na szybkozłączki światłowodów. Targi miał odwiedzić premier Waldemar Pawlak, ale tuż przed tym terminem rząd został odwołany.
W 1996 r. PIIT ponownie zorganizowała polskie stoisko z 16 firmami, podobnie było w 1997 r. Na targach generalnie brakowało miejsca dla wystawców. W 1998 r. dla 10 firm stoisko zorganizowało Centrum Promocji Informatyki (CPI). W 1999 r. było już 7500 wystawców z 63 krajów. Zaprezentowano 800 MHz Pentium III. Dyskutowano nad problemem roku 2000 (Y2K). Po raz pierwszy własne stoisko miała Telekomunikacja Polska SA. Poza TP SA było tylko 8 polskich firm. Miasto Hanower przygotowywało się do Hanower Expo 2000.
CeBIT’2000 pozytywnie oceniał rok przejścia przez Y2K i dalsze perspektywy rozwoju – było to na kilka dni przed krachem bańki internetowej na giełdzie NASDAQ. Z Polski największym wystawcą była Telekomunikacja Polska SA, która poszukiwała inwestora. TP SA wspomagali ministrowie łączności oraz skarbu państwa. W 2001 padł rekord 830 tys. zwiedzających oraz 8500 wystawców. Prezentowano 1 GHz procesory, telefony komórkowe, GPRS oraz UMTS. Z Polski było 9 firm na stoisku CPI, w tym Comarch jako partner i osobno TP SA prezentująca usługi sieci IDEA.

### 2002–2009

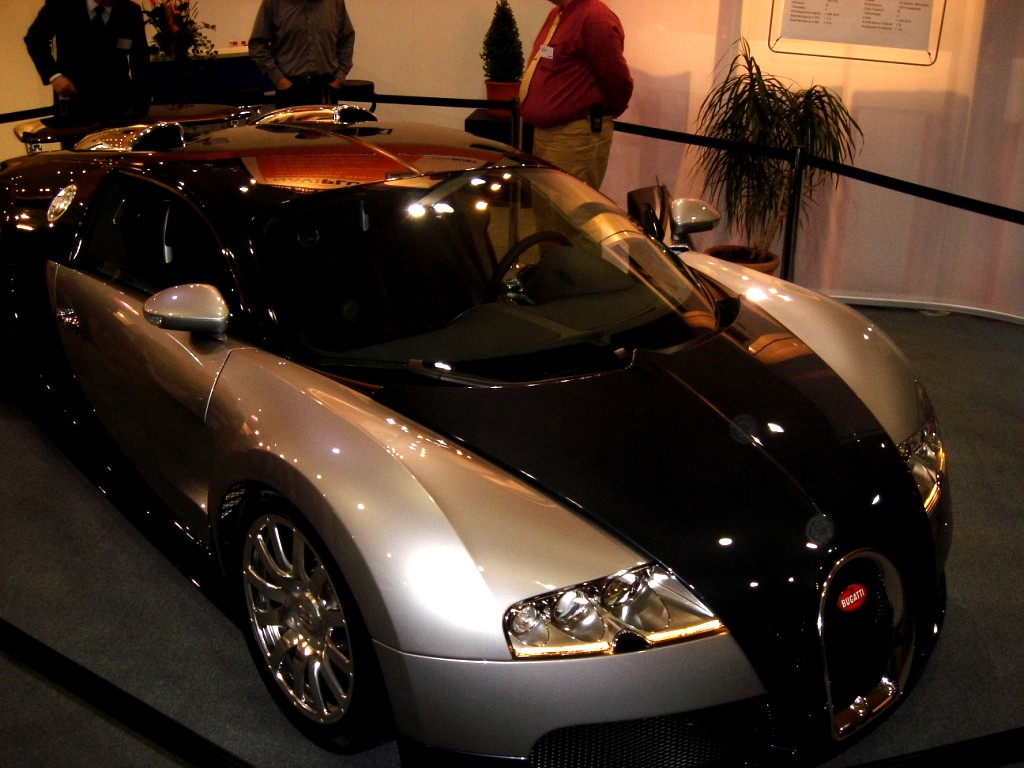
Bugatti Veyron 16.4 na stoisku Bury GmbH (2005)

W 2002 r. z powodu obaw o bezpieczeństwo, po zamachu z 11 września 2001, nie było wielu firm i gości z USA. PIIT postanowiła ponownie zorganizować polskie stoisko dla 20 firm, pozyskując wsparcie finansowe z ministerstwa gospodarki oraz promocyjne przez ministra Michała Kleibera, który odwiedził polskie stoiska. Comarch wybudował własne stoisko w hali nr 1. 
W 2003 r. zmniejszyła się liczba zwiedzających, ale była większa liczba transakcji biznesowych. Głównym tematem było bezpieczeństwo systemów informatycznych, nowe wersje Linuxa oraz wykorzystanie wolnego oprogramowania. Z Polski było 10 firm na stoisku PIIT oraz 15 samodzielnie w innych halach.
Od 2004 r. targi skrócono do 7 dni. Prezentowano sieci przewodowe i bezprzewodowe, telefony oraz aparaty cyfrowe. Było 20 polskich firm. 
W 2005 r. nastąpił wzrost liczby zwiedzających (do 480 tys.) w stosunku do poprzedniego roku. Było 6270 wystawców. Prezentowano telefonię internetową. Polskie stoiska ponownie odwiedził minister Michał Kleiber. Na stoisku polskiej firmy Henryk Bury furorę czynił super samochód Bugatti Veyron, który został tam wypożyczony za zaprojektowanie do niego systemu nawigacyjnego przez inżynierów z firmy Bury. 
W 2006 r. nowością był system Windows Vista. Z okazji 20-lecia CeBIT w hali nr 1 wystawcy pokazali komputery i oprogramowanie z 1986 r. Zorganizowano też pokaz elektroniki użytkowej Lifestyle przygotowany przez 100 wystawców w osobnej hali jako kontrpropozycję do corocznej organizacji Międzynarodowych Targów Elektroniki Użytkowej (IFA) w Berlinie.
Na CeBIT’2007 największym wystawcą zagranicznym był Tajwan, a głównym tematem rozwiązania GPS. 
W 2008 r. tematem była zielona informatyka „Green IT”. Zaproszono uczestniczki Światowego Dania Kobiet. Hala nr 1 została zamknięta. W tych latach z Polski było co roku około 20 firm. 
W 2009 r. było około 4300 wystawców oraz 400 tys. zwiedzających – zmniejszenie zainteresowania targami było efektem kryzysu finansowego z 2007 r. Regionem partnerskim został stan Kalifornia, reprezentowany przez gubernatora Arnolda Schwarzeneggera.

### 2010–2018

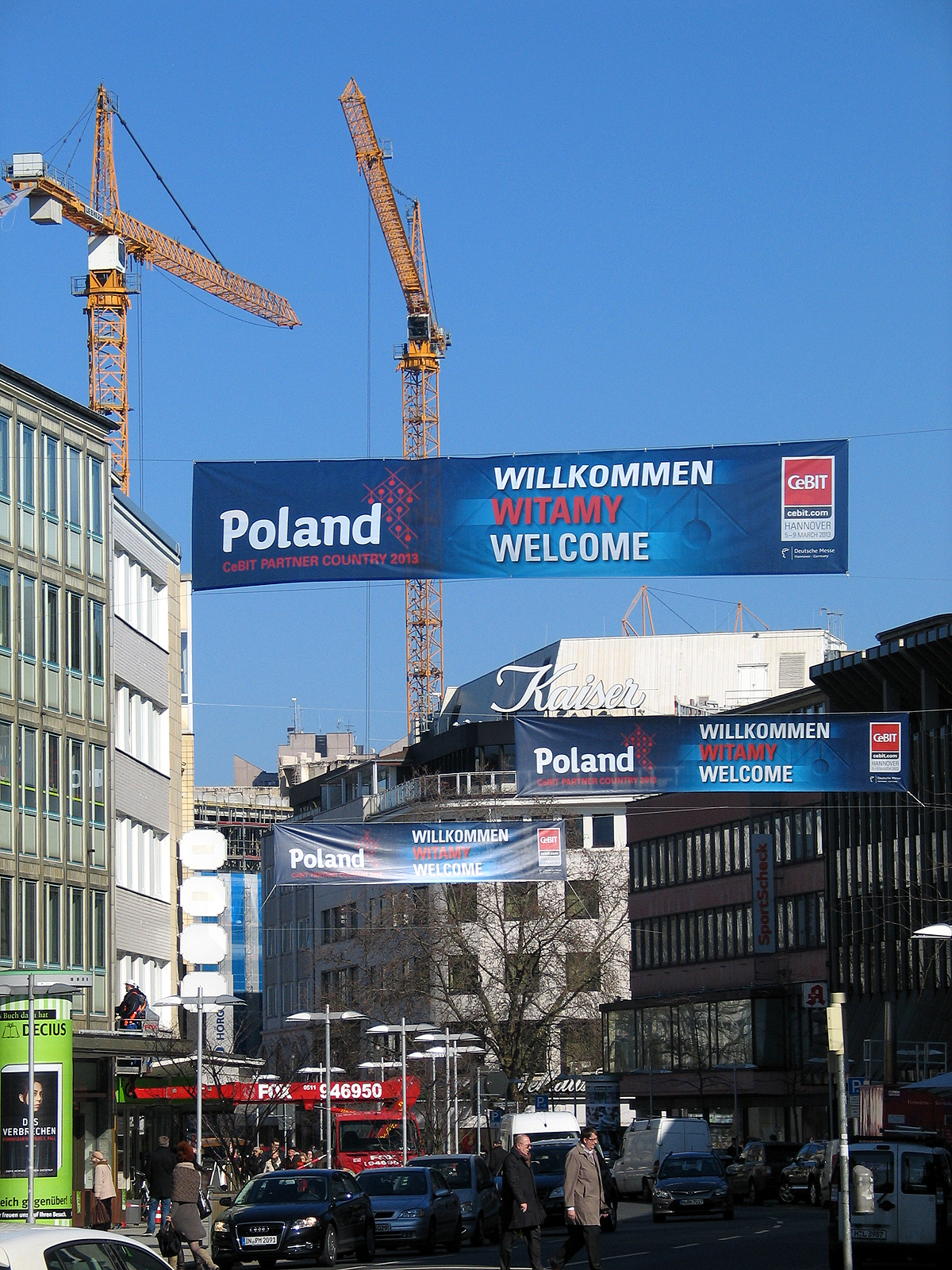
Baner „Polska krajem partnerskim na CeBIT’2013 – Witamy, Welcome” na Karmarschstraße w Hanowerze

W 2010 r. hasłem targów było „Connected World”. Prezentowano technologie 3D oraz oszczędny energetycznie sprzęt cyfrowy – według organizacji ekologicznych ze zbyt słabym oznakowaniem zużycia energii. Targi zostały skrócone do 6 dni – od wtorku do soboty dla biznesu i w niedzielę dla publiczności. Przyjechał wicepremier, minister gospodarki Waldemar Pawlak z postanowieniem zwiększenia obecności polskiej teleinformatyki na targach CeBIT.
W 2011 r. tematem było przetwarzanie w chmurze (Cloud Computing) prezentowanym przez IBM – partnera technologicznego. Tematycznie targi podzielono na badania i rozwój teleinformatyki (lab), rozwiązania profesjonalne dla biznesu (pro), rozwiązania dla konsumentów (life) oraz sektora publicznego (gov). Krajem partnerskim była Turcja. Z Polski dzięki wsparciu PARP było już 38 firm. 
W 2012 r. krajem partnerskim była Brazylia. Na targach było 70 firm i podmiotów z Polski. Wicepremier Waldemar Pawlak uzgodnił z Deutsche Messe partnerstwo Polski w 2013.

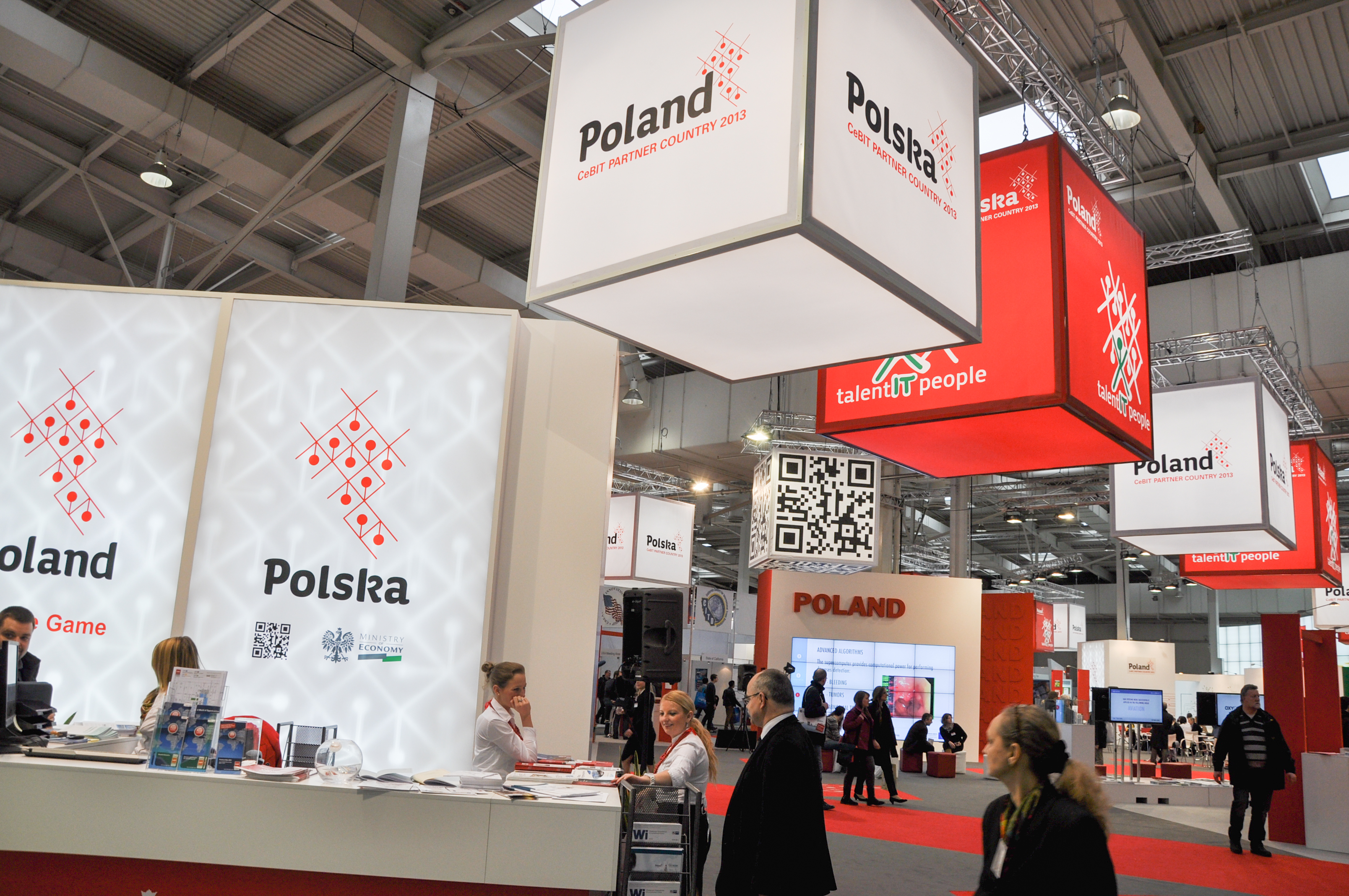
Polskie stoisko na CeBIT’2013

Hasłem CeBIT’2013 było „Share Economy”. Partnerem była Polska z hasłem „TalenIT People”. Premier Donald Tusk razem z Kanclerz Angelą Merkel uczestniczyli w oficjalnym otwarciu oraz zwiedzili część spośród ponad 200 polskich stoisk. Ich organizatorem było Ministerstwo Gospodarki, PARP oraz PAIiIZ. Wicepremier Janusz Piechociński otworzył „Polish-German ICT Summit”. Targi odwiedziło 285 tys. gości, uczestniczyło 4100 wystawców z 70 krajów.
CeBIT’2014 był skierowany wyłącznie do firm – z wyższymi cenami biletów oraz otwarciem tylko w dni robocze od poniedziałku do piątku. Odbywał się pod hasłem „Datability” obejmującym big data z dyskusją o ich zrównoważonym oraz odpowiedzialnym użytkowaniem. Sensacją było partnerstwo Wielkiej Brytanii, już po ogłoszeniu referendum w sprawie Brexitu oraz ogłoszeniu przez Edwarda Snowdena skandali amerykańskich i brytyjskich tajnych służb NSA i GCHQ. Było 210 tys. odwiedzających.
CeBIT’2015 odbył się pod hasłem „D!conomy” z podtytułem „Czwarta rewolucja przemysłowa, która doprowadzi do radykalnych innowacji i destrukcyjnych modeli biznesowych”. Podkreślało to dalsze zmiany, jakie informatyka i digitalizacja będą miały na biznes i społeczeństwo. Krajem partnerskim była Chińska Republika Ludowa. Z Polski było kilkanaście firm na stoisku odtworzonym z poprzednich lat.
CeBIT'2016 kontynuował biznesowy charakter targów, tylko dla osób z branży.
W 2017 r. ponownie hasłem było „D!conomy”, ale z dodatkiem „no limits”.
W 2018 r. targi z nowym logo CEBIT odbyły się po raz pierwszy w czerwcu od poniedziałku dla prasy do piątku – dnia publicznego. Targom towarzyszyły koncerty i inne imprezy. Było tylko 2800 wystawców oraz 120 tys. odwiedzających. Były to ostatnie Targi CeBIT.

## Środowisko

### CeBIT Home
W 1995 r. zdecydowano o uruchomieniu osobnych targów z informatyką dla użytkowników domowych. Targi CeBIT Home odbyły się tylko na jesieni 1996 i 1998 w Hanowerze, gdyż nie zyskały zainteresowania wystawców.

### CeBIT Global Conferences

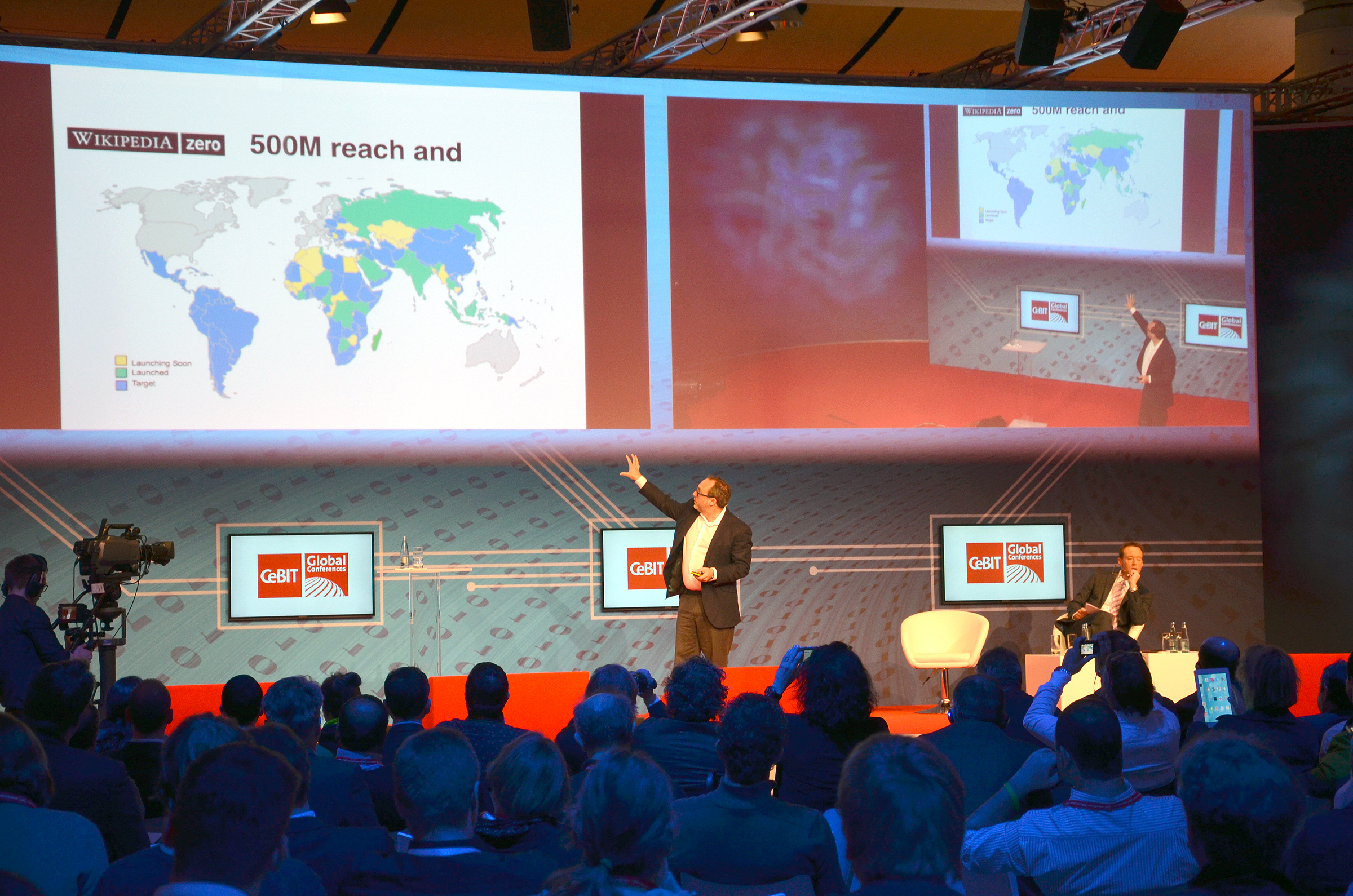
Jimmy Wales mówcą o Wikipedia Zero na Cebit Global Conferences (2014)

Od 1992 r. targom towarzyszyły konferencje, pierwotnie zwane wykładami firmowymi. Od 2008 nazwano je „CeBIT Global Conferences” (CGC) odbywające się w trakcie targów. Na konferencjach prezentowano rynki teleinformatyczne, aktualne produkty, trendy i innowacje techniczne oraz ich wpływ na rozwój społeczeństwa informacyjnego. Prelegentami, głównymi mówcami, prezenterami i panelistami były osoby znane z przemysłu i polityki – na przykład: Craig Barrett, Stewart Butterfield, Reid Hoffman, Michael T. Jones, Eugene Kaspersky, Neelie Kroes, Arnold Schwarzenegger, Kevin Turner, Werner Vogels, Jimmy Wales, Steve Wozniak i inni.
W 2008 r. głównym tematem było „Improving Life in the Global Village”, w następnym „How Will We Be Working, Living and Communicating in the Coming Years”, a w 2010 „The Challenges of a Changing World – ICT for Better Lives and Better Business”. W 2014 w konferencji uczestniczyło 3000 gości. Organizatorem było Deustsche Messe AG, a od 2009 patronem merytorycznym konferencji był Bitkom.

### Social Business Arena
W 2014 r. zorganizowano publiczną konferencję „Social Business Arena” o relacjach dostawców produktów i usług teleinformatycznych, a ich odbiorcami i klientami. Podkreślano społeczny wymiar biznesu oraz konieczność wspierania odbiorców w zrozumieniu nowych technologii. W 2015 tematem dyskusji było „Quo vadis Social Collaboration?”.

### Licencje CeBIT
Deutsche Messe AG od 1999 r. licencjonowało nazwę CeBIT dla targów odbywających się w innych regionach świata:
- CeBIT America w Nowym Jorku [8] – tylko w latach 2003 i 2004[39].
- CeBIT Asia w Szanghaju w Chinach – zanikły (brak informacji).
- CEBIT ASEN Tajlandia – 171 wystawców w 2018.
- CeBIT Australia, Sydney, Australia – w 2019 tylko 3 dni dla małej liczby uczestników[40].
- CeBIT Eurasia Bilişim w Stambule w Turcji – do 2013 (potem zawieszone).
- CeBIT India, w Bangalore, Indie – do 2017 (potem zawieszone).
- CEBIT Russia w Moskwie – do 2018 (potem zawieszone).
- Internet+EXPO zarządzane przez CEBIT w Tanzou w Chinach – dalej istnieje.
- Librecon zarządzane przez CEBIT w Bilbao w Brazylii – w 2019 – 2 dni konferencji.
- BITS Mexico zarządzane przez CeBIT w stolicy Meksyku – do 2017 (potem zanikły).

### Podsumowanie
Targi CeBIT rosły od 1986 do 2001 r., stając się największymi targami teleinformatycznymi na świecie. Po pęknięciu bańki internetowej w 2001 r. oraz po kryzysie finansowym w 2007 r. stale się zmniejszały w liczbie wystawców oraz zwiedzających. Nie pomogło skrócenie czasu trwania targów i zorientowanie od 2014 r. wyłącznie na biznes B2B. Nie pomogła też zmiana nazwy z CeBIT na CEBIT i zmiana logo. W dobie gwałtownego rozwoju Internetu oraz nowych technologii teleinformatycznych firmy znalazły inne formy budowania relacji współpracy oraz pozyskiwania klientów.

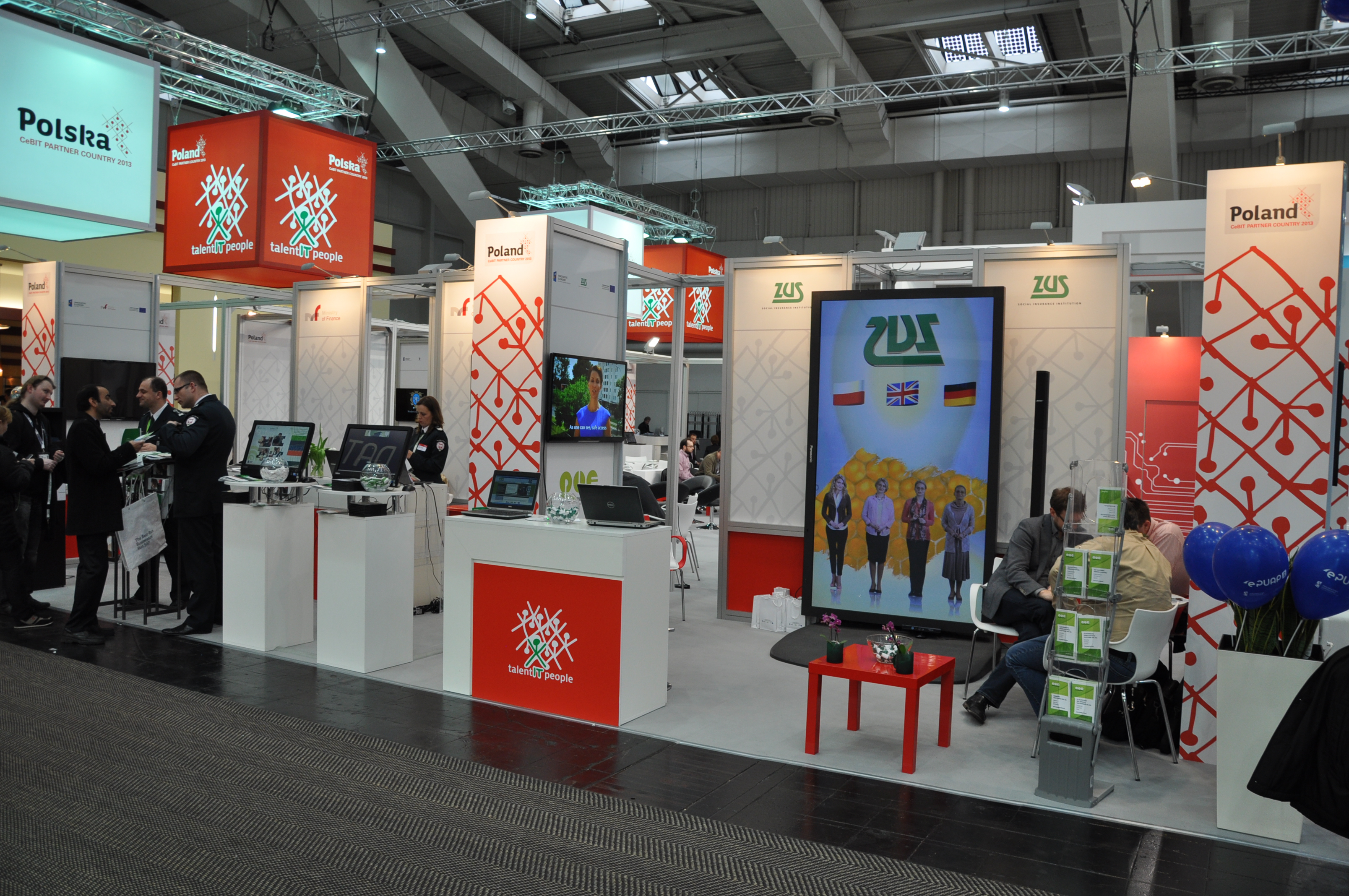
Polskie stoisko na CeBIT’2013

## Polska na CeBIT
We wszystkich edycjach targów CeBIT wzięło udział ponad 500 firm oraz 100 podmiotów publicznych, z czego 20% wielokrotnie – w sumie około 900 wystawców. Najaktywniejszymi były: Comarch – wystawiający się na stoisku swojego niemieckiego oddziału 14 razy, Platinet 12 razy, DGT, Telemobile, ZPAS 9 razy. Katalizatorem obecności polskich firm były działania PIIT oraz Ministerstwa Gospodarki, PARP i PAIiIZ z dofinansowaniem kosztów udziału w targach. Znaczące, chociaż już w czasie spóźnione, było Partnerstwo Polski na CeBIT 2013 promujące polski sektor teleinformatyczny. Wiele z firm oceniało udział w targach jako sukces przynoszący im nowych klientów oraz możliwości współpracy biznesowej.

## Literatura
- Wacław Iszkowski, Historia CeBITu z polskiej perspektywy, Polska Izba Informatyki i Telekomunikacji, 2019, ISBN 978-83-919745-5-1 [dostęp 2019-07-18].
- Hans-Jürgen Tast: Konfetti im Büro oder Die allerletzte CeBIT. Schellerten 2021. ISBN 978-3-88842-054-2